# Decellebruchus
Decellebruchus ist eine Gattung in der Unterfamilie der Samenkäfer (Bruchinae). Das Taxon wurde 1987 von dem polnischen Entomologen Lech Borowiec eingeführt. Die Gattung wird der Tribus Bruchini zugeordnet. Der Gattungsname ehrt den belgischen Entomologen Jean E. Decelle (1925–1996).

## Taxonomie
Typusart ist Decellebruchus walkeri (Pic, 1921). Diese Art wurde zuerst von Walker (1859) als Bruchus figuratus beschrieben. Da diese jedoch ein Homonym war, schlug Pic (1912) als neuen Namen Bruchus walkeri vor. Decelle (1975) überführte die Art in die Gattung Bruchidius. Borowiec führte schließlich 1987 die zu der Zeit monotypische Gattung Decellebruchus ein. Decellebruchus atrolineatus wurde später in die Gattung überführt. Noch später wurde die neu beschriebene Art Decellebruchus lunae direkt der Gattung zugewiesen. Phylogenetische Studien deuten darauf hin, dass Decellebruchus eine Schwestergruppe von Callosobruchus ist.

## Merkmale
Die Käfer haben eine ovalförmige Gestalt. Die Pygidiumbasis ist von den Elytren bedeckt. Die zehnte Flügeldeckenleiste reicht fast bis zur Flügeldeckenspitze. Die hinteren Femora weisen im Gegensatz zu Callosobruchus keine zwei Kämme auf (bicarinate). Das Pronotum ist von subkonischer Gestalt und ohne einem seitlichen Kamm. Das letzte Fühlerglied ist ungefähr halb so lang wie die hinteren Tibien. Die männlichen Fühler sind ab dem 4. oder 5. Glied kammförmig (pectinate). Die Weibchen sehen den Männchen ähnlich mit folgenden abweichenden Merkmalen: Die Fühler der Weibchen sind nicht kammförmig. Die Augen der Weibchen sind weniger prall. Das Pygidium ist subvertikal. Das letzte Hinterleibssternit ist nicht eingekerbt.

## Lebensweise
Decellebruchus atrolineatus gilt als ein wirtschaftlich bedeutender Schädling. Die Art entwickelt sich in den Samen verschiedener Hülsenfrüchtler, darunter Sojabohne, Gartenbohne und Augenbohne. Über die Biologie der beiden anderen Decellebruchus-Arten ist offenbar noch wenig bekannt.

## Systematik und Verbreitung
Die Gattung umfasst folgende Arten:
- Decellebruchus atrolineatus (Pic, 1921) – Afrika, Arabische Halbinsel
- Decellebruchus lunae Romero, 2016 – Kenia, Südafrika
- Decellebruchus walkeri (Pic, 1912) – Indien, Kenia, Sri Lanka, Thailand